# 小行星18579
小行星18579（18579 Duongtuyenvu）是一颗绕太阳运转的小行星，为主小行星带小行星。该小行星于1997年12月5日发现。

## 轨道参数
小行星18579的轨道半长轴为2.6012677 UA，离心率为0.149。